# Daniil Kuznetsov
Daniil Kuznetsov (en russe : Даниил Андреевич Кузнецов), né le 23 avril 2003 à Saint-Pétersbourg, est un footballeur russe qui évolue au poste d'ailier au Rubin Kazan.

## Biographie

### Carrière en club
Kuznetsov commence à jouer au football dès l'âge de 4 ans, dans la ville de Kolpino, où il a grandi. Passé par le club d'Izhorets-Inkon, il intègre ensuite le centre de formation du Zénith à ses 12 ans.
Il fait ses débuts avec le Zénith Saint-Pétersbourg le 11 septembre 2021, lors d'un match de Premier-Liga russe contre l'Akhmat Grozny. Cumulant deux autres courtes apparitions en championnat en ce début de saison, il joue son premier match en Ligue des champions le 2 novembre suivant, remplaçant Wendel lors d'une défaite 4-2 à Turin contre la Juventus de Dybala et Chiesa,,.
Le 20 février 2022, Kuznetsov est transféré au Rubin Kazan.

### Carrière en sélection
Daniil Kuznetsov est international russe en équipes de jeunes, atteignant notamment la sélection des moins de 19 ans en août 2021, après une période marquée par le covid et l'absence de rencontres internationales junior.

## Palmarès
| Zénith Saint-Pétersbourg - Championnat de Russie -17 (UFL) (ru) - Champion : 2020-21. |